# Taifun Yagi

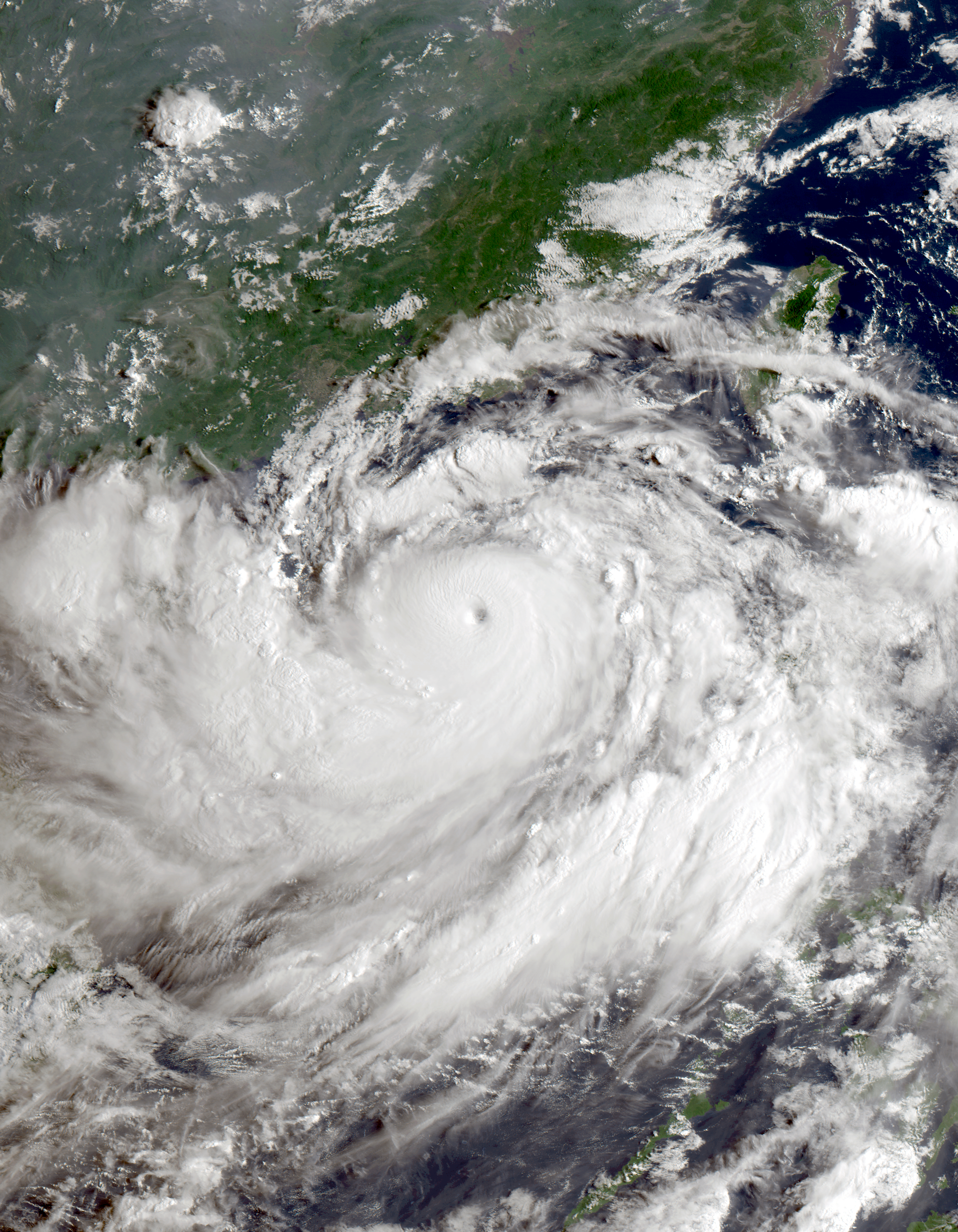
Yagi

Yagi trifft auf die Küste von Hainan

Der Taifun Yagi, auf den Philippinen als schwerer tropischer Sturm Enteng bekannt, war ein starker tropischer Wirbelsturm, der Anfang September 2024 über die Philippinen und anschließend über Hainan und Nordvietnam hinwegzog. Yagi, was auf Japanisch Ziege oder das Sternbild Steinbock bedeutet, ist der elfte benannte Sturm und der erste heftige Taifun der jährlichen Taifunsaison. Er war einer der stärksten Taifune, die jemals über Nordvietnam hinweggezogen sind, der stärkste Taifun, der Hainan während des meteorologischen Herbstes heimsuchte, und der stärkste seit Rammasun im Jahr 2014. Er ist einer von vier Super-Taifunen der Kategorie 5, die im Südchinesischen Meer registriert wurden, neben Pamela im Jahr 1954, Rammasun im Jahr 2014 und Rai im Jahr 2021.

## Verlauf
Yagi entstand aus einem Tiefdruckgebiet, das sich am 30. August etwa 540 km nordwestlich von Palau bildete. Am 1. September wurde das System von der Japan Meteorological Agency (JMA) als Tropensturm eingestuft und Yagi genannt. Nachdem Yagi am 2. September über Casiguran auf den Philippinen an Land gegangen war, schwächte er sich ab, als er durch das zerklüftete Gelände der Cordillera Central auf Luzon landeinwärts zog. Später tauchte er über dem Südchinesischen Meer auf und begann, mit einer sekundären Zirkulation westlich des Lingayen-Golfs zu verschmelzen, wobei die tiefe Konvektion einen Wirbel bildete und konvektive Bänder entwickelte, die sich nach Westen und Süden ausdehnten. Am 5. September meldete das JMA, dass der Sturm seine höchste Intensität mit zehnminütigen anhaltenden Winden von 195 km/h (120 mph) und einem zentralen Druck von 915 hPa (27,02 inHg) erreichte. Anschließend erreichte er mit einer Minute anhaltenden Windes von 260 km/h (160 mph) seinen Höhepunkt als Super-Taifun der Kategorie 5 auf der Saffir-Simpson-Skala. Nach einer Abschwächung während eines Zyklus zur Erneuerung der Augenwand verstärkte sich Yagi leicht, bevor er am 6. September in der Nähe von Wenchang in der chinesischen Provinz Hainan an Land ging. Yagi zog über das nördliche Hainan und direkt über Haikou hinweg, bevor er kurz über dem Kreis Xuwen in der Provinz Guangdong auf dem Festland landete und in die offenen Gewässer des Golfs von Tonkin zog. Am 7. September traf er über Haiphong und Quang Ninh in Vietnam auf Land. Experten weisen darauf hin, dass der Klimawandel die Intensität der Winde und Niederschläge verschlimmert hat.

## Vorbereitung

### Hongkong
Am 3. September gab das Hongkonger Observatorium eine Warnung vor Standby-Signal Nr. 1 über Hongkong heraus, als sich Yagi mit der Stärke eines Taifuns der Kategorie 4 dem Gebiet näherte. Am folgenden Tag wurde das Starkwindsignal Nr. 3 gehisst und sechs HK-Express-Flüge wurden verschoben. Außerdem wurden mehr als 100 Flüge abgesagt. Am frühen Abend des 5. September wurde ein Nordoststurm-Signal Nr. 8 gesendet. Am 6. September wurde der gesamte Handel an der Hongkonger Börse abgesagt. Die Hongkong-Zhuhai-Macau-Brücke wurde ebenfalls für den Verkehr gesperrt.

### Macau
Als Vorsichtsmaßnahme gegen den Taifun Yagi wurden dutzende Flüge am Flughafen Macau auf der Insel Taipa abgesagt. Schulen wurden geschlossen und der Fährverkehr nach Hong Kong Island eingestellt. Alle drei Brücken, die die Halbinsel Macau mit Taipa verbinden, wurden geschlossen, während über dem Gebiet eine Taifun-Warnung Nummer 8 ausgegeben wurde.

### Volksrepublik China
Zur Vorbereitung auf den Taifun Yagi wurden Schulen in der gesamten Provinz Hainan am 5. September geschlossen. Am folgenden Tag kam es zu Aussetzungen des lokalen Verkehrs und der Schifffahrt. Der Sturm sollte in der Nähe von Qionghai auf Land treffen. In der Provinz Guangdong wurden alle Attraktionen und Aktivitäten an der Küste sowie Flüge am Flughafen Zhuhai Jinwan abgesagt. In Hainan wurden mehr als 420.000 Menschen evakuiert, während in Guangdong ungefähr 500.000 weitere evakuiert wurden. Auch in den südlichen Küstengebieten der Provinz Guangxi wurden Notfallwarnungen herausgegeben.

### Vietnam
Vietnamesische Behörden rieten vom Fischen in gefährlichen Gewässern und Versammlungen im Freien ab und empfahlen, die Infrastruktur gegen den Taifun Yagi zu verstärken, indem Deiche inspiziert wurden. In zwölf Provinzen Nordvietnams wurde in Erwartung der Auswirkungen des Taifuns die Schließung von Schulen angeordnet. Mindestens 6,5 Millionen Schüler waren davon betroffen, darunter in Haiphong, Quảng Ninh, Bắc Giang, Nam Định, Thái Bình, Hanoi, Hà Nam, Phú Thọ und Ninh Bình. In allen Küstenorten zwischen Quảng Ninh und Nghệ An wurde der Betrieb der Schiffe untersagt. Am 7. September wurden 310 geplante Inlands- und Auslandsflüge abgesagt. Fast 50.000 Menschen wurden aus den Küstengebieten Nordvietnams evakuiert.
Die Flughäfen Hanoi, Haiphong, Quảng Ninh und Sao Vàng (Thanh Hóa) wurden aufgefordert, für bestimmte Zeiträume ihren Betrieb am 7. September vorübergehend einzustellen. Am Morgen des 6. September, einen Tag bevor der Taifun in Vietnam landete, erließ Premierminister Phạm Minh Chính eine dringende Anweisung an zahlreichen Provinzen und Städte sowie an die zuständigen Minister. Darin forderte er sie auf, umgehend zu handeln, um auf den Sturm zu reagieren und die Schäden so gering wie möglich zu halten. Als einer der Reaktionen auf den Taifun Yagi wurde der Fährverkehr zwischen dem Festland und Phú Quốc ab dem 6. September eingestellt. Das Ministerium für Industrie und Handel wies die lokalen Behörden an, lebenswichtige Güter für fünf bis zehn Tage zu horten. Zwölf Bahnstrecken des Nord-Süd-Eisenbahnsystems wurden eingestellt. Die vietnamesische Volksarmee mobilisierte 460.000 Mann, um bei der Katastrophenhilfe zu helfen. Ein für den 7. September im Mỹ-Đình-Nationalstadion in Hanoi geplantes Freundschaftsspiel zwischen Thailand und Russland wurde abgesagt.

### Andere Staaten und Gebiete
In Laos, Kambodscha und Thailand wurden Warnungen vor starkem Regen und Überschwemmungen herausgegeben. Es wurde erwartet, dass auch Teile Myanmars an der Grenze zu Laos und Thailand von Regenfällen betroffen sein würden. Am 12. September wurde eine Hochwasserwarnung von der Mekong-Kommission in Luang Prabang herausgegeben. Für den 14. September wurden außerdem Hochwasserwarnungen für Vientiane, Nong Khai und Chiang Khan herausgegeben.

## Folgen

### China
In der Volksrepublik China betrug die Schadenssumme den Behörden zufolge mehr als 11 Mrd. Dollar. Damit ist Yagi nach Schadenssumme der drittschwerste Sturm in China seit Beginn der Aufzeichnungen. In Vorbereitung auf den Taifun Yagi wurden in der gesamten Provinz Hainan die Schulen in den Gebieten in der Zugbahn des Sturms sowie der Nahverkehr geschlossen; in der Zwischenzeit führte das Zusammentreffen von Yagi und dem Südwestmonsun zu heftigen Regenfällen über Luzon, die in verschiedenen Gebieten zu Sturzfluten führten. Das Hongkonger Observatorium gab für Hongkong eine Sturmwarnung aus, als sich Taifun Yagi näherte. In Hainan wurden Stromausfälle und umgestürzte Bäume gemeldet.

### Vietnam
In Vietnam wurden Gebäude und Strommasten zerstört, und in mehreren Gebieten kam es zu Stromausfällen. Am Morgen des 9. September stürzte in der nordvietnamesischen Provinz Phú Thọ die 375 Meter lange Phong-Châu-Brücke, die im Verlauf der Nationalstraße 32C den Roten Fluss überspannt und die Bezirke Lâm Thao und Tam Nông verbindet, ein. Laut Expertenmeinung hatte das bereits vorerodierte Fundament eines der Brückenpfeiler der reißenden Strömung des Hochwassers nicht mehr standgehalten.
Mit Stand 17. September 2024 kamen laut Katastrophenschutzbehörde mindestens 291 Menschen in Vietnam ums Leben, 38 weitere werden noch vermisst. Zudem gab es ca. 2000 Verletzte. Die Industrieproduktion in den nördlichen Provinzen des Landes fiel aus, etwa 235.000 Gebäude wurden beschädigt und mehr als 300.000 Hektar landwirtschaftlicher Anbaufläche wurden geflutet. Mit mindestens 2 Mrd. Dollar vorläufiger Schadenssumme ist Yagi der schadensträchtigste Sturm in der Geschichte Vietnams.

### Philippinen
Aus den Philippinen wurden 20 Tote und 26 Vermisste gemeldet.

### Myanmar
Aus Myanmar wurden mindesten 226 Tote und 77 Vermisste gemeldet.

### Thailand
Aus Thailand wurde von 42 Tote und 111 Verletzte infolge des Taifuns berichtet.

## Hilfsmaßnahmen
Die Vereinigten Staaten kündigten an, dass sie Vietnam sofort humanitäre Hilfe in Höhe von 1 Million US-Dollar bereitstellen würden, um es bei der Reaktion auf die schwerwiegenden Auswirkungen des Taifuns Yagi zu unterstützen. Die australische Regierung stellte 3 Millionen australische Dollar (entsprechend 2 Millionen US-Dollar) bereit, um Vietnam als Reaktion auf die Zerstörung durch den Taifun Yagi mit humanitärer Hilfe, Notvorräten und wichtigen Dienstleistungen zu unterstützen. Fast 100 Fabriken wurden beschädigt, woraufhin Premierminister Phạm Minh Chính am 8. September ein Wiederaufbaupaket in Höhe von 4,62 Millionen US-Dollar für Haiphong ankündigte.